# Wet van Raoult

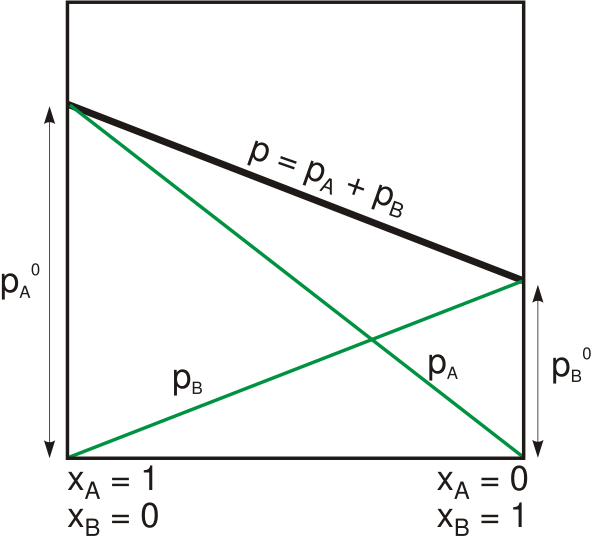
Dampspanning van een binair mengsel dat de wet van Raoult volgt. De zwarte lijn geeft de totale dampdruk weer als functie van de molfractie van component B, en de twee groene rechten geven de partieeldrukken weer van de twee componenten.

De wet van Raoult, genoemd naar de Franse scheikundige François-Marie Raoult  (1830-1901), stelt dat voor een ideaal mengsel de partiële druk van component {\displaystyle i} in de gasfase gelijk is aan de molfractie van component {\displaystyle i} in de vloeistoffase maal de verzadigde dampspanning. 
{\displaystyle P_{i}=x_{i}P_{i}^{*}},
met
{\displaystyle P_{i}^{*}}  de verzadigde dampspanning van de zuivere component [Pa]
{\displaystyle P_{i}} de partiële druk van component {\displaystyle i} [Pa]
{\displaystyle x_{i}} de molfractie component {\displaystyle i} in de vloeistoffase [-]
Raoult stelde zijn wet op op grond van onderzoekingen in de jaren 1887 en 1888. De wet geldt in het algemeen slechts bij benadering. De benadering wordt beter naarmate de molfractie naar 1 nadert.
Deze wet vormt samen met de wet van Dalton de basis voor destillatieberekeningen en samen met de wet van Henry voor de beschrijving van niet-ideale oplossingen. Colligatieve eigenschappen als vriespuntsverlaging en osmotische druk zijn ook te verklaren op basis van de wet van Raoult.